# Tripteroides antennalis
Tripteroides antennalis är en tvåvingeart som beskrevs av Richard Mitchell Bohart och Farner 1944. Tripteroides antennalis ingår i släktet Tripteroides och familjen stickmyggor.
Artens utbredningsområde är Filippinerna. Inga underarter finns listade i Catalogue of Life.